# ХК Троја/Јунгби
ХК Троја/Јунгби (швед. IF Troja/Ljungby) професионални је шведски клуб хокеја на леду из градића Јунгбиа. Тренутно се такмичи у HockeyAllsvenskan лиги, другом рангу професионалног клупског такмичења у Шведској. 
Утакмице на домаћем терену клуб игра на леду Јунгби арене капацитета 3.620 места. Боје клуба су црвена и бела.
Клуб је основан 1948. године као ХК Јунгби, а садашње име носи од сезоне 1977/78. године. За више од 80 година постојања екипа Јунгбија никада није играла у најјачој лиги Шведске.